# قلات (مقاطعة تشرام)
قلات (بالفارسية: قلات) هي قرية تقع في قسم تشرام الريفي (مقاطعة تشرام) في إيران. يقدر عدد سكانها بـ 68 نسمة بحسب إحصاء 2016.